# ガシャモク
ガシャモク（Potamogeton dentatus）は、ヒルムシロ科ヒルムシロ属に分類される水草である。

## 分布
日本、中国に分布しているとされる。日本では利根川水系、琵琶湖の内湖、それに九州で稀に生育している。また,日本で唯一自生しているのは、福岡県北九州市のお糸池である。

## 生態
多年生の沈水植物。葉は楕円形で長さ5-12cm、幅1.2-2.5cm。花期は6-10月、花茎の長さは4-9cm。花は4心皮で、果実は2.5-3mm。
冬に地下茎の先端に殖芽を形成し、越冬と栄養繁殖の器官として用いられている。
またガシャモクは、ササバモとの間に種間雑種のインバモを形成することが知られている。

## 類似種
同属のササバモに似るが、ガシャモクでは葉柄がほとんどないため区別できる。またササバモとの種間雑種であるインバモとも類似するが、葉柄の長さはガシャモクとササバモの中間程度である。

## 保護
日本では、ガシャモクの産地は数ヶ所しか残存しておらず、環境省のレッドデータブックでは絶滅危惧IA類 (CR)（環境省レッドリスト）に指定されている。そのため各地で保護されており、千葉県の手賀沼では「手賀沼にマシジミとガシャモクを復活させる会」などの市民団体による保護活動も行われている。福岡県のお糸池では,地元の学校の六年生が保護活動をしている。。